# Battaglia di Andalal
La battaglia di Andalal (più propriamente ritiro da Andalal) fu uno scontro combattuto dall'esercito persiano al comando di Nadir Shah che ebbe luogo dopo la rottura dell'assedio dell'ultima fortezza dei Lezgiani. Ad ogni modo, quella di Andalal non fu una vera e propria battaglia, ma piuttosto degli scontri avvenuti nell'ambito della ritirata dei persiani.

## Il ritiro
Il ritiro delle truppe persiane ebbe luogo nell'area di Andalal, nella parte montuosa dell'Avaria. Negli anni precedenti durante la campagna di Nadir nel Dagestan vi furono anni di resistenza opposta ai persiani da lezgini, tabasaranidi, avari e altre tribù e contrattacchi dei persiani di Nadir Shah, motivo per cui la sua campagna nel Dagestan risultò devastante per tutti. Ad ogni modo, nel settembre del 1741, tutto il Dagestan - ad eccezione dei territori Avari - era caduto sotto l'egemonia persiana. Nadir decise di attaccare da due fianchi; ad Andalal e nell'Avaria, tramite Aimakin. As commented by English historian L. Lockhart;
Il terribile pericolo che incombeva sull'Avaria, radunò la società avara. Un importante capo avaro, Qadi Pir Muhammad, inviò una richiesta di supporto a tutti i suoi alleati. Il capo religioso Ibrahim Haji Andalan Gidatlinsky si rivolse per ben due volte allo scià di Persia per cercare di persuaderlo a non condurre una guerra sentita come non necessaria dagli avari musulmani. Nadir Shah rispose con lettere e messi ad Andalal ma dopo il rifiuto di questi, Qadi Pir Muhammad replicò: "Ora tra di noi non vi può essere pace. Dal momento che le nostre nebbie si annebbiano, combatteremo e distruggeremo l'esercito invasore."
Gli Avari cercarono di lanciare delle rocce dalle montagne circostanti durante il passaggio delle truppe persiane. Nel settembre del 1741 vi fu un'imboscata nella gola di Aymakinskom. Qui il contingente al comando di Lutf Ali Khan e Haydar-Bek venne sconfitto. Dei 4000 soldati del contingente di Haidar Bek solo 500 persone sopravvissero. I vincitori ottennero anche numerosi trofei: 19 cannoni, molte munizioni e l'intero treno merci. Dopo la ritirata, l'esercito persiano si districò tra Kumukh, Khorsekh, Tchyrag, Richa, Kurakh e la città iraniana di Derbent.

## Storiografia del conflitto
Come si è visto non vi è menzione di una battaglia vera e propria nelle vicinanze di Andalal da fonti primarie, né vi è alcun riferimento nel materiale relativo alle Campagne di Nadir.
Vi sono ad ogni modo dei resoconti giunti sino a noi delle colonne persiane in ritirata e degli attacchi subiti nell'area ad opera dei Lezgini e dei loro alleati. I Lezgini si rifiutarono di entrare direttamente in battaglia, minacciando ripetutamente l'esercito persiano che si ritirava nel frattempo, rendendo quella di Andalal una "regione calamitosa" per le forze di Nadir unitamente al tempo inclemente, all'impossibile logistica del sito, allo scoppio di malattie e ad ulteriori schermaglie.
Nadir Shah non riuscì ad annettere completamente il Dagestan e questo fatto fece scaturire un gran numero di leggende, miti e storie folcloristiche tra i popoli del nord del Caucaso. L'opera epica avara Srazhenie s Nadir Shakhom, (La battaglia con Nāder Shah), e la Lak Pesnya o geroe Murtazaali, (Epica dell'eroe Mortażā ʿAlī), sono una vivida testimonianza del trionfo sul "flagello dell'universo". Queste opere rappresentano il punto più alto del genere epico dagestano.